# Althepus
Genre
Althepus est un genre d'araignées aranéomorphes de la famille des Psilodercidae.
Environ 60 espèces sont connues mais de nombreuses autres restent à découvrir.

## Distribution
Les espèces de ce genre se rencontrent en Asie du Sud-Est, en Asie du Sud et en Asie de l'Est.

## Habitat
Ces araignées se trouvent sous les tropiques dans des milieux sombres et humides tels les grottes et les forêts.

## Description
Ces minuscules araignées ont six yeux, les fusules des filières postérieures alignées et un appareil génital haplogyne.
Elles tissent au pied des arbres, dans les forêts, une toile horizontale en nappe constituée de couches de fils parallèles superposés et ordonnés.

## Liste des espèces
Selon World Spider Catalog (version 20.0, 27/02/2019) :
- Althepus bako Deeleman-Reinhold, 1995
- Althepus bamensis Li & Li, 2018
- Althepus biltoni Deeleman-Reinhold, 1995
- Althepus changmao Li & Li, 2018
- Althepus chengmenensis Li & Li, 2018
- Althepus cheni Li & Li, 2018
- Althepus christae Wang & Li, 2013
- Althepus complicatus Deeleman-Reinhold, 1995
- Althepus dekkingae Deeleman-Reinhold, 1995
- Althepus dongnaiensis Li & Li, 2018
- Althepus devraii Kulkarni & Dupérré, 2019
- Althepus duan Li & Li, 2017
- Althepus duoji Li & Li, 2017
- Althepus erectus Li, Li & Jäger, 2014
- Althepus flabellaris Li, Li & Jäger, 2014
- Althepus gouci Li & Li, 2018
- Althepus guan Li & Li, 2018
- Althepus hongguangi Li & Li, 2018
- Althepus huoyan Li & Li, 2017
- Althepus incognitus Brignoli, 1973
- Althepus indistinctus Deeleman-Reinhold, 1995
- Althepus javanensis Deeleman-Reinhold, 1995
- Althepus jiandan Li & Li, 2017
- Althepus kuan Li & Li, 2017
- Althepus lakmueangensis Li & Li, 2017
- Althepus languensis Li & Li, 2017
- Althepus lehi Deeleman-Reinhold, 1985
- Althepus leucosternus Deeleman-Reinhold, 1995
- Althepus maechamensis Li & Li, 2018
- Althepus menglaensis Li & Li, 2018
- Althepus minimus Deeleman-Reinhold, 1995
- Althepus muangensis Li & Li, 2017
- Althepus naphongensis Li & Li, 2018
- Althepus natmataungensis Li & Li, 2018
- Althepus noonadanae Brignoli, 1973
- Althepus nophaseudi Li, Li & Jäger, 2014
- Althepus phadaengensis Li & Li, 2018
- Althepus phousalao Li & Li, 2018
- Althepus pictus Thorell, 1898
- Althepus pum Deeleman-Reinhold, 1995
- Althepus qianhuang Li & Li, 2018
- Althepus qingyuani Li & Li, 2018
- Althepus qiqiu Li & Li, 2017
- Althepus reduncus Li, Li & Jäger, 2014
- Althepus sepakuensis Li & Li, 2018
- Althepus shanhu Li & Li, 2018
- Althepus spiralis Li, Li & Jäger, 2014
- Althepus stonei Deeleman-Reinhold, 1995
- Althepus suayaiensis Li & Li, 2018
- Althepus suhartoi Deeleman-Reinhold, 1985
- Althepus tadetuensis Li & Li, 2018
- Althepus tanhuang Li & Li, 2018
- Althepus thanlaensis Li & Li, 2018
- Althepus tharnlodensis Li & Li, 2018
- Althepus tibiatus Deeleman-Reinhold, 1985
- Althepus tuqi Li & Li, 2017
- Althepus viengkeoensis Li & Li, 2018
- Althepus xianxi Li & Li, 2017
- Althepus xuae Li & Li, 2018
- Althepus yizhuang Li & Li, 2018

## Publication originale
- Thorell, 1898 : Viaggio di Leonardo Fea in Birmania e regioni vicine. LXXX. Secondo saggio sui Ragni birmani. II. Retitelariae et Orbitelariae. Annali del Museo Civico di Storia Naturale di Genova, sér. 2, no 19 (39), p. 271-378 (texte intégral).